# دوش هوا (فیزیک)

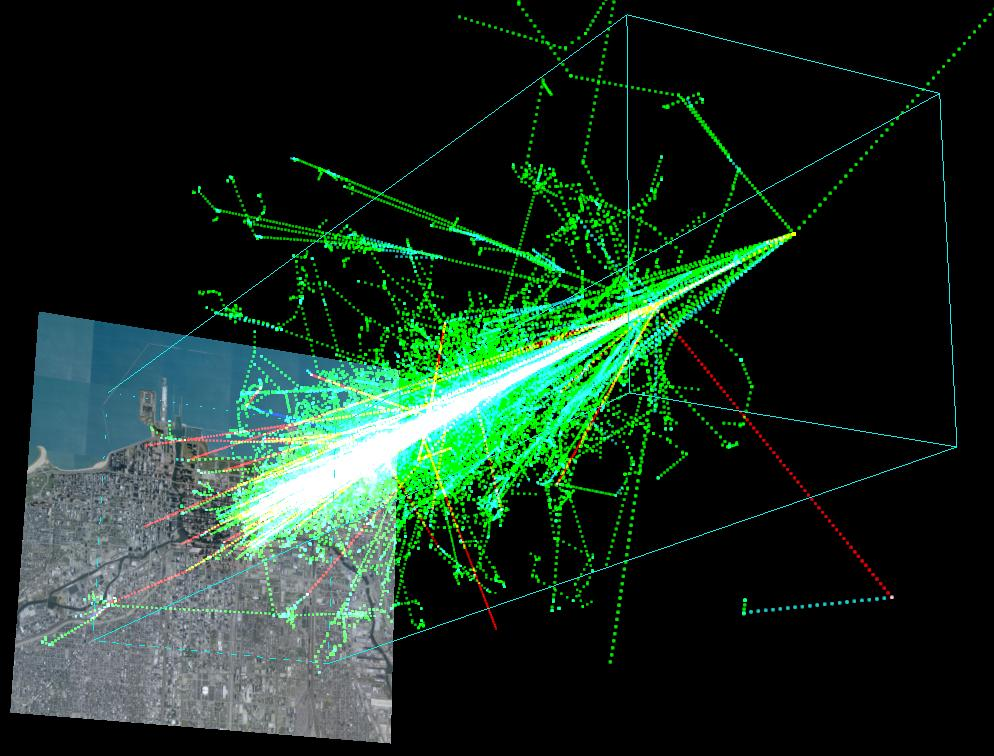
نمایش شبیه‌سازی کامپیوتری یک رویداد دوش هوا باران جوی بزرگی که در اثر برخورد یک پروتون با انرژی 1 T eV به جو زمین در ۲۰ کیلومتری سطح زمین ایجاد شده‌است.

در فیزیک ذرات دوش هوا (انگلیسی: Air shower) باران آبشاری گسترده‌ای از ذرات زیراتمی و هسته‌های یونیزه‌شده هستند که با ورود پرتوهای کیهانی اولیه به اتمسفر در جو تولید می‌شوند. هنگامی که یک ذره از تابش کیهانی، که می‌تواند یک پروتون، یک هسته، یک الکترون، یک فوتون یا (به ندرت) یک پوزیترون باشد، با هستهٔ یک مولکول در جو تعامل می‌کند، تعداد زیادی ذرات ثانویه تولید می‌کند. که دوش را تشکیل می‌دهند. در اولین فعل و انفعالات آبشار به ویژه هادرون‌ها (عمدتا مزون‌های سبک مانند پیون‌ها و کائون‌ها) تولید می‌شوند و به سرعت در هوا تجزیه می‌شوند و ذرات دیگر و تشعشعات الکترومغناطیسی تولید می‌کنند که بخشی از اجزای دوش هوا هستند. بسته به انرژی پرتو کیهانی، اندازه قابل تشخیص دوش می‌تواند به قطر چند کیلومتر برسد.
پدیدهٔ دوش هوا به‌طور ناخودآگاه توسط برونوو روسی در سال ۱۹۳۳ در یک آزمایش آزمایشگاهی کشف شد. در سال ۱۹۳۷ پیر ویکتور اوژی، که از گزارش قبلی روسی بی‌اطلاع بود، همین پدیده را شناسایی کرد و آن را با جزئیات آن بررسی کرد. او به این نتیجه رسید که ذرات پرتو کیهانی انرژی بسیار بالایی دارند و با هسته‌های بالای اتمسفر برهم‌کنش می‌کنند و آبشاری از برهم‌کنش‌های ثانویه را آغاز می‌کنند که بارش‌های گسترده‌ای از ذرات زیراتمی را تولید می‌کنند